# KOMO

KOMO-keurmerklogo

KOMO is een collectief keurmerk dat in de Nederlandse bouw gebruikt wordt, zowel in burgerlijke en utiliteitsbouw (B&U) als in grond-, weg- en waterbouw (GWW).
De Stichting KOMO beheert de keurmerken. KOMO-certificaten en -attesten worden uitgegeven door  Certificatie-instelling die daarvoor geaccrediteerd zijn door de Raad voor Accreditatie en een licentieovereenkomst hebben met de Stichting KOMO. Er zijn circa 7000 KOMO-certificaathouders. Zij mogen het KOMO-keurmerk alleen aanbrengen, als hun product, proces of dienst voldoet aan de kwaliteitseisen zoals die zijn vastgelegd in betreffende beoordelingsrichtlijn. Deze beoordelingsrichtlijnen worden onder toezicht van een certificerende instelling opgesteld door een College van Deskundigen, waarvan de onafhankelijkheid en de evenredige vertegenwoordiging van belanghebbenden wordt getoetst door KOMO en de Raad voor Accreditatie.

## Aansluiting Bouwbesluit
KOMO is in 2016 uit het erkende stelsel gestapt. Fabrikanten gebruiken in plaats daarvan nu op basis van de door Stichting Bouwkwaliteit uitgebrachte Richtlijnen Aansluiting Bouwbesluit afgegeven Erkende Bouwbesluit aansluitdocumenten.
Een deel van de KOMO-certificaten en -attesten had aansluiting met het Bouwbesluit, in deze kwaliteitsverklaringen stond destijds aangegeven aan welke eisen van Bouwbesluit 2012 voldaan werd indien:
- Het betreffende product wordt aangebracht en toegepast zoals aangegeven in het betreffende productcertificaat of attest
- Het betreffende realisatieproces wordt uitgevoerd op de wijze en volgens de voorwaarden in het betreffende procescertificaat

In het algemeen worden deze documenten dus niet meer geaccepteerd als voldoende bewijs dat aan de in het document gespecificeerde eisen van het Bouwbesluit is voldaan.

## Aansluiting Besluit bodemkwaliteit
Een deel van de KOMO-certificaten heeft een aansluiting met het Besluit Bodemkwaliteit, in deze kwaliteitsverklaringen is aangegeven aan welke eisen van het Besluit bodemkwaliteit zal worden voldaan indien:
- Het betreffende product wordt aangebracht en toegepast zoals aangegeven in het betreffende productcertificaat
- Het betreffende realisatieproces wordt uitgevoerd op de wijze en volgens de voorwaarden in het betreffende procescertificaat

In het algemeen worden deze documenten geaccepteerd als voldoende bewijs dat aan de in het document gespecificeerde eisen van het Besluit Bodemkwaliteit is voldaan.

## Typen certificaten en attesten
KOMO kent de volgende typen -certificaten en -attesten (kwaliteitsverklaringen):
- Productcertificaten
- Attesten
- Attest-met-productcertificaten
- Procescertificaten
- Managementsysteemcertificaten

### Productcertificaat
Een productcertificaat is een kwaliteitsverklaring van een certificerende instelling dat aangeeft dat het gerechtvaardigd vertrouwen bestaat dat een product en het bijbehorende productieproces voldoen aan de voorwaarden en eisen zoals vastgelegd in de betreffende beoordelingsrichtlijn (en eventueel een bijbehorend attest) zoals aangegeven op het certificaat. Daarbij kunnen in het productcertificaat het volgende worden opgenomen:
- Declaraties (waarden) van productkenmerken
- Toepassingsvoorwaarden
- Verwerkingsvoorschriften

Ook kunnen aanwijzingen voor het onderhoud worden opgenomen.

### Attest
Een attest is een verklaring van een certificerende instelling over de prestaties van een product in zijn toepassing. In het algemeen betreft het een verklaring dat een bouwdeel of bouwwerk zal voldoen aan bepaalde prestaties indien:
- Het toegepaste product voldoet aan de voorwaarden (eisen aan productkenmerken)zoals aangegeven in het attest
- Voldaan wordt aan de toepassingsvoorwaarden zoals opgenomen in het attest
- De verwerking geschiedt volgens de voorwaarden zoals opgenomen in het attest

### Attest-met-productcertificaat
Een attest-met-productcertificaat is een combinatie van een attest en productcertificaat. Het betreft een kwaliteitsverklaring van een certificerende instelling t.a.v.:
- Waarden van productkenmerken
- Prestaties van een product in zijn toepassing (dus ook de prestaties van een bouwdeel waarin het product wordt toegepast)
- Toepassingsvoorwaarden
- verwerkingsvoorschriften

Ook kunnen aanwijzingen voor het onderhoud worden opgenomen. 
dat een bouwdeel voldoet aan bepaalde prestaties, mits de verwerking geschiedt overeenkomstig de bepalingen van het attest (te controleren op de bouwplaats).

### Procescertificaat
Een procescertificaat is een verklaring van een certificerende instelling dat aangeeft dat het gerechtvaardigd vertrouwen bestaat dat een realisatieproces en het resultaat daarvan voldoen aan de voorwaarden en eisen zoals vastgelegd in de betreffende beoordelingsrichtlijn zoals aangegeven op het certificaat. Daarbij worden in het procescertificaat de prestaties van het eindresultaat opgenomen (gedeclareerd).

### managementsysteemcertificaat
Een managementsysteemcertificaat is een verklaring van een certificerende instelling dat het managementsysteem van een bedrijf in overeenstemming is met de voorwaarden en eisen zoals vastgelegd in de betreffende beoordelingsrichtlijn zoals aangegeven op het certificaat. Daarbij mag ervan uit worden gegaan dat het resultaat van het managementsysteem tot de gewenste resultaten zal leiden.

## KOMO-merken
De Stichting KOMO beheert een aantal keurmerken, waarvan diverse gericht zijn op een specifieke doelgroep. KOMO kent de volgende KOMO-merken:
- Het algemene KOMO-merk (dat het meest wordt toegepast)
- KOMO-Afbouw-keurmerk, gericht op de afbouwsector
- KOMO-Instal, gericht op de installatiesector
- KOMO-Klimkeur, gericht op "arbeidsmiddelen voor tijdelijke werkzaamheden op hoogte"[3]
- KOMO-management voor haar managementsystemen

## Gebruik KOMO-merk
Het gebruik van de KOMO-beeldmerken is voorbehouden aan de certificaathouders en de organisaties die daarvoor schriftelijke toestemming hebben gekregen van KOMO. De certificaathouders mogen het KOMO-logo alleen gebruiken voor die zaken waarvoor ze gecertificeerd zijn.
Bedrijven die gebruik maken van KOMO-gecertificeerde producten c.q. deze verhandelen hebben niet het recht om het KOMO-beeldmerk te gebruiken. Wel mogen ze het KOMO-woordmerk gebruiken om aan te geven dat ze KOMO-gecertificeerde producten toepassen c.q. verhandelen.

## Geschiedenis
KOMO is in 1962 tot stand gekomen op initiatief van de VNG. KOMO stond voor Keuring en Onderzoek van Materialen voor Openbare werken. Indertijd was het de bedoeling dat het een kwaliteitskenmerk zou worden voor tal van materialen. Uit die tijd stamt dan ook de KOMO-vuilniszak. Anno 2013 zijn er negen (9) certificaathouders die gecertificeerd zijn voor de productie van de vuilniszakken. 
Tegenwoordig richt de Stichting KOMO zich op:
- Producten en processen in de bouwnijverheid en aanverwante producten
- Kwaliteitsborging van bouwwerken

De Stichting KOMO is verantwoordelijk voor het beheer, de ontwikkeling, de optimalisering, het uitbouwen en uitbreiden van diverse bestaande keurmerken onder de merknaam KOMO.